# Bendův komorní orchestr
Bendův komorní orchestr je amatérský komorní orchestr založený v roce 1956 a sídlící v Ústí nad Labem, který se věnuje interpretaci hudby skladatelů 17., 18. a 19. století.

## Historie
Orchestr založil Zdeněk Vodák (1928 - 1993) dne 5. října 1956. Nese jméno Jiřího Antonína Bendy. Za svou padesátiletou historii orchestr nastudoval více než 400 skladeb, mnohé uvedl v obnovených premiérách. Nahrával pro Český rozhlas, jeho koncerty zaznamenala Česká televize i některé rozhlasové stanice v Německu. Koncertoval v Česku, Německu, Švýcarsku a dalších zemích, v posledních letech např. také na festivalech na ostrově Hvar nebo v Madridu. V roce 1991 vydal také první vlastní CD. Do roku 2014 nahrál celkem 6 CD.

## Současnost
V současnosti tvoří obsazení orchestru 16 - 18 hráčů v sekci smyčců a 4 - 6 hráčů na dechové nástroje. Jeho dirigentem byl od roku 2003 do roku 2014 Jiří Havlík, hornista České filharmonie, který také patří mezi nejznámější sólisty, spolupracující s Bendovým komorním orchestrem. Dalšími jsou například houslista Bohuslav Matoušek, hornista Jindřich Petráš a mnoho dalších.
Orchestr je členem Asociace neprofesionálních komorních a symfonických těles (ANKST), Evropské federace amatérských orchestrů (EOFed) a Světové federace amatérských orchestrů (WFAO).

## Repertoár
Orchestr hraje především skladby českých skladatelů pocházející ze 17., 18. a 19. století. Za hlavní cíl mu vytyčil už jeho zakladatel objevování a interpretaci zapomenutých kusů barokní a klasicistní hudby převážně českých autorů. K tomuto úkolu orchestr spolupracuje s řadou archivů v České republice i zahraničí a zformoval vlastní dokumentační centrum pro staré hudebniny.